# Landgericht Baunach
Das Landgericht Baunach war ein von 1808 bis 1879 bestehendes bayerisches Landgericht älterer Ordnung mit Sitz in Baunach im heutigen Landkreis Bamberg. Die Landgerichte waren im Königreich Bayern Gerichts- und Verwaltungsbehörden, die 1862 in administrativer Hinsicht von den Bezirksämtern und 1879 in juristischer Hinsicht von den Amtsgerichten abgelöst wurden.

## Geschichte
Im Jahr 1804 wurde im Verlauf der Verwaltungsneugliederung Bayerns das Landgericht Gleusdorf errichtet. Dieses wurde nach der Gründung des Königreichs Bayern dem Mainkreis zugeschlagen und 1808 nach Baunach verlegt.
Anlässlich der Einführung des Gerichtsverfassungsgesetzes am 1. Oktober 1879 wurde das Amtsgericht Baunach errichtet, dessen Bezirk aus dem vorhergehenden Landgerichtsbezirk Baunach gebildet wurde und somit aus den damaligen Gemeinden Appendorf, Baunach, Breitbrunn, Daschendorf, Deusdorf, Dorgendorf, Gerach, Gleusdorf, Hermannsberg, Höfen, Kirchlauter, Laimbach, Lauter, Lußberg, Mürsbach, Neubrunn, Pettstadt, Priegendorf, Reckendorf, Reckenneusig, Rentweinsdorf, Rudendorf, Salmsdorf, Sendelbach und Treinfeld bestand.